# Gran Premio motociclistico di Spagna 1962
Il Gran Premio motociclistico di Spagna fu il primo appuntamento del motomondiale 1962.
Si svolse il 6 maggio 1962 presso il circuito del Montjuïc. Erano in programma le classi 50 (categoria alla sua prima gara iridata) 125, 250 e sidecar.
Centesima gara del Motomondiale, il GP iniziò alle 9.20 con la gara della 50, vinta da Hans-Georg Anscheidt (Kreidler) davanti alla Derbi di José Maria Busquets. Solo terza la prima Honda, mentre le Suzuki finirono fuori dalla zona punti. Ernst Degner, tornato al Mondiale con licenza tedesco-occidentale, finì 15°.
Seguì alle 10.00 la 125, classe nella quale la Honda spadroneggiò occupando per intero il podio.
Alle 11.00 si svolse la gara della categoria "125 Sport Nacionales", vinta da Ramón Torras su Bultaco.
La 250 (ore 11.45) fu un altro monologo Honda.
Chiuse il programma la gara dei sidecar (ore 13.00), nella quale Florian Camathias fu in testa fino al 15º giro, prima di dover lasciare via libera a Max Deubel per problemi ai freni.

## Classe 250

### Arrivati al traguardo
| Pos. | Nº | Pilota           | Motocicletta | Giri | Tempo      | Griglia | Punti |
| ---- | -- | ---------------- | ------------ | ---- | ---------- | ------- | ----- |
| 1º   | 3  | Jim Redman       | Honda        | 33   | 1:05'28.16 | 2º      | 8     |
| 2º   | 4  | Bob McIntyre     | Honda        | 33   | +11.09     | 3º      | 6     |
| 3º   | 2  | Tom Phillis      | Honda        | 33   | +11.65     | 1º      | 4     |
| 4º   | 15 | Dan Shorey       | Bultaco      | 31   | +2 giri    | 5º      | 3     |
| 5º   | 12 | Alberto Pagani   | Aermacchi    | 30   | +3 giri    | 7º      | 2     |
| 6º   | 11 | Marcel Toussaint | Benelli      | 26   | +7 giri    |         | 1     |
| 7º   | 21 | Silvio Grassetti | Benelli      | 25   | +8 giri    | 4º      |       |

### Ritirati
| Nº | Pilota          | Motocicletta | Griglia |
| -- | --------------- | ------------ | ------- |
| 9  | Hugh Anderson   | Suzuki       | 8º      |
| 14 | Gilberto Milani | Aermacchi    | 6º      |
| 6  | Ernst Degner    | Suzuki       |         |
| 8  | Frank Perris    | Suzuki       |         |

### Non qualificati
| Nº | Pilota              | Motocicletta |
| -- | ------------------- | ------------ |
| 1  | Kunimitsu Takahashi | Honda        |
| 5  | Francesco Villa     | Mondial      |
| 7  | Mitsuo Itō          | Suzuki       |
| 16 | Mike Hailwood       | Benelli      |

## Classe 125

### Arrivati al traguardo
| Pos. | Nº | Pilota              | Motocicletta | Giri | Tempo     | Griglia | Punti |
| ---- | -- | ------------------- | ------------ | ---- | --------- | ------- | ----- |
| 1º   | 14 | Kunimitsu Takahashi | Honda        | 27   | 56'06.060 | 4º      | 8     |
| 2º   | 18 | Jim Redman          | Honda        | 27   | +0.300    | 3º      | 6     |
| 3º   | 17 | Luigi Taveri        | Honda        | 27   | +0.390    | 1º      | 4     |
| 4º   | 28 | Mike Hailwood       | EMC          | 27   | +42.660   | 5º      | 3     |
| 5º   | 27 | Rex Avery           | EMC          | 27   | +1'23.090 | 6º      | 2     |
| 6º   | 20 | Francesco Villa     | Mondial      | 26   | +1 giro   | 15º     | 1     |
| 7º   | 2  | Francisco González  | Bultaco      | 26   | +1 giro   | 13º     |       |
| 8º   | 8  | Ricardo Fargas      | Ducati       | 26   | +1 giro   | 16º     |       |
| 9º   | 10 | Giuseppe Visenzi    | Ducati       | 26   | +1 giro   | 19º     |       |
| 10º  | 29 | Jorge Kissling      | Bultaco      | 25   | +2 giri   | 18º     |       |

### Ritirati
| Nº | Pilota          | Motocicletta | Griglia |
| -- | --------------- | ------------ | ------- |
| 25 | Hugh Anderson   | Suzuki       | 7º      |
| 5  | Johnny Grace    | Bultaco      | 9º      |
| 6  | Dan Shorey      | Bultaco      | 10º     |
| 3  | Marcelo Cama    | Bultaco      | 11º     |
| 7  | Franco Farnè    | Ducati       | 12º     |
| 9  | "Castor"        | Ducati       | 14º     |
| 24 | Frank Perris    | Suzuki       | 17º     |
| 21 | Alfredo Balboni | Mondial      | 21º     |
| 1  | Ramón Torras    | Bultaco      | 22º     |
| 12 | César Gracia    | Lube-NSU     | 20º     |
| 16 | Tommy Robb      | Honda        | 2º      |

### Non qualificati
| Nº | Pilota              | Motocicletta |
| -- | ------------------- | ------------ |
| 4  | Ricardo Quintanilla | Bultaco      |
| 11 | José Maria Arenas   | Lube-NSU     |
| 15 | Tom Phillis         | Honda        |
| 19 | Bob McIntyre        | Honda        |
| 22 | Ernst Degner        | Suzuki       |
| 23 | Mitsuo Itō          | Suzuki       |

## Classe 50

### Arrivati al traguardo
| Pos. | Nº | Pilota               | Motocicletta | Giri | Tempo      | Griglia | Punti |
| ---- | -- | -------------------- | ------------ | ---- | ---------- | ------- | ----- |
| 1º   | 18 | Hans-Georg Anscheidt | Kreidler     | 12   | 28' 00" 41 | 2º      | 8     |
| 2º   | 3  | José Maria Busquets  | Derbi        | 12   | +0" 68     | 12º     | 6     |
| 3º   | 14 | Luigi Taveri         | Honda        | 12   | +15" 45    | 1º      | 4     |
| 4º   | 15 | Wolfgang Gedlich     | Kreidler     | 12   | +25" 92    | 9º      | 3     |
| 5º   | 12 | Tommy Robb           | Honda        | 12   | +36" 45    | 3º      | 2     |
| 6º   | 10 | Kunimitsu Takahashi  | Honda        | 12   | +36" 46    | 7º      | 1     |
| 7º   | 26 | Michio Ichino        | Suzuki       | 12   | +51" 77    | 11º     |       |
| 8º   | 11 | Tom Phillis          | Honda        | 12   | +1' 00" 03 | 6º      |       |
| 9º   | 21 | Gilberto Parlotti    | Tomos        | 12   | +1' 09" 64 | 8º      |       |
| 10º  | 16 | Jan Huberts          | Kreidler     | 12   | +1' 17" 07 | 19º     |       |
| 11º  | 27 | Mitsuo Itō           | Suzuki       | 12   |            | 10º     |       |
| 12º  | 24 | Francesco Villa      | Mondial      | 12   | +1' 35" 11 | 13º     |       |
| 13º  | 4  | Juan Antonio Bilbao  | Derbi        | 12   | +1' 47" 87 | 15º     |       |
| 14º  | 5  | Ricardo Fargas       | Derbi        | 12   | +1' 54" 01 | 14º     |       |
| 15º  | 25 | Ernst Degner         | Suzuki       | 12   | +2' 03" 48 | 16º     |       |
| 16º  | 20 | Rajko Piciga         | Tomos        | 11   | +1 giro    | 17º     |       |
| 17º  | 6  | José Maria Arenas    | Ducati       | 10   | +2 giri    | 18º     |       |

### Ritirati
| Nº | Pilota       | Motocicletta | Griglia |
| -- | ------------ | ------------ | ------- |
| 17 | Rudolf Kunz  | Kreidler     | 4º      |
| 2  | José Asencio | Derbi        | 5º      |

### Non qualificati
| Nº | Pilota             | Motocicletta |
| -- | ------------------ | ------------ |
| 1  | Aurelio Torre      | Derbi        |
| 7  | César Gracia       | Ducson       |
| 8  | "Castor"           | Ducson       |
| 9  | Manuel Dato        | Ducson       |
| 19 | Heinrich Rosenbush | Tomos        |
| 28 | Seiichi Suzuki     | Suzuki       |

## Classe sidecar
12 equipaggi alla partenza.

### Arrivati al traguardo
| Pos | Pilota            | Passeggero      | Moto | Tempo      | Punti |
| --- | ----------------- | --------------- | ---- | ---------- | ----- |
| 1   | Max Deubel        | Emil Hörner     | BMW  | 56' 47" 92 | 8     |
| 2   | Florian Camathias | Horst Burkhardt | BMW  | +1' 10" 26 | 6     |
| 3   | Otto Kölle        | Dieter Hess     | BMW  | +2' 06" 57 | 4     |
| 4   | Arsenius Butscher | Heiner Vester   | BMW  | +1 giro    | 3     |
| 5   | Harold Scholes    | Ray Lindsay     | BMW  | +1 giro    | 2     |
| 6   | Chris Vincent     | Eric Bliss      | BSA  | +1 giro    | 1     |
| 7   | Eric Pickup       | Keith Scott     | BMW  | +2 giri    |       |
| 8   | Georg Auerbacher  | Eduard Dein     | BMW  | +2 giri    |       |

### Ritirati
| Pilota                | Passeggero      | Moto   | Motivo ritiro |
| --------------------- | --------------- | ------ | ------------- |
| E. Kohler             | n.d.            | Norton | avaria        |
| Fritz Scheidegger     | John Robinson   | BMW    | incendio      |
| Heinz Luthringshauser | Horst Knopp     | BMW    |               |
| August Rohsiepe       | Lothar Böttcher | BMW    |               |

## Fonti e bibliografia
- El Mundo Deportivo, 6 maggio 1962, pag. 6 e 7 maggio 1962, pag. 10.